# Monte Collaspro
Il monte Collaspro (3.273 m s.l.m. - Wildgall in tedesco) è una montagna delle Alpi Pusteresi nelle Alpi dei Tauri occidentali. Si trova in provincia di Bolzano non lontano dal confine con l'Austria. Il monte fa parte del gruppo delle vedrette di Ries ed è inserito nel parco naturale Vedrette di Ries-Aurina.

## Toponimo
Il nome tradizionale della montagna è attestato nel XIX secolo come Wildgall e si riferisce all'etimo tedesco "Galle" che significa "lastra di ghiaccio". Il nome italiano, creato da Ettore Tolomei, fraintende questa base etimologica e ritiene erroneamente che "-gall" significhi "colle".